# Distrofia ungueal
En medicina se llama distrofia ungueal u onicodistrofia a cualquier alteración morfológica o estructural de una o varias uñas. Las causas principales son: infecciones por hongos (onicomicosis), psoriasis ungueal y traumatismos agudos o crónicos sobre los extremos de los dedos, estos últimos muy frecuentes en determinadas especialidades deportivas como marchadores, tenistas o corredores de fondo. Las onicodistrofias afectan a gran parte de la población y pueden disminuir la calidad de vida del paciente. Los factores predisponentes son la utilización de calzado inadecuado, por ejemplo tacón alto y punta fina que comprime el antepié, determinadas enfermedades del pie como pie cavo, hallux rigidus y artrosis, autolesiones como en la onicofagia y la onicotilomanía o daños secundarios a extracción repetida de uñas mediante cirugía. No se considera distrofia ungueal la alteración del color de las uñas sin otros cambios como en la melanoniquia.

## Formas específicas

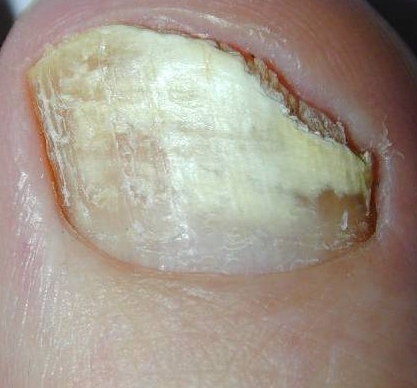
Distrofia ungeal por onicomicosis.

- Onicomicosis. Infección crónica y progresiva de las uñas producida por diferentes especies de hongos.
- Psoriasis ungeal. Las uñas presentan diferentes alteraciones, entre ellas surcos irregulares, pequeñas depresiones, áreas localizadas de decoloración, separación de la lámina del lecho ungeal (onicolisis) y engrosamiento con descamación de la lámina.
- Onicogrifosis. Aumento exagerado del grosor de las uñas, sobre todo en el dedo gordo (hallux) de los ancianos.
- Distrofia de las 20 uñas, también llamada traquioniquia. Recibe su nombre porque afecta a todas o la mayor parte de las uñas de manos y pies que adoptan un aspecto deslustrado, sin brillo, presentan estriaciones y pierden su curvatura normal. Es de causa desconocida, pero se asocia en ocasiones a otras enfermedades, entre ellas dermatitis atópica, alopecia areata y liquen plano.[4]

- Síndrome de sórdera-onicodistrofia. Es un grupo de enfermedades raras de origen genético que se caracterizan por sordera neurosensorial, discapacidad intelectual y alteraciones en el desarrollo de las uñas (onicodistrofia). En ocasiones los dedos y uñas de manos y pies están poco desarrollados o ausentes.[5]